# TV Pětka
TV Pětka byla česká televizní stanice, která se zaměřovala především na českou zábavu. Měsíc po spuštění začala mít problémy s financování, a po pouhých třech měsících bylo vysílání ukončeno. Vlastní pořad v televizi měla také Iveta Bartošová.

## Pořady TV Pětka
TV Pětka si zakládala na tom, že je téměř 100 % jejich pořadů českých, z její vlastní tvorby. Mezi její pořady patřily:
- Bulvárek
- Buřtcajk
- City koktejl
- Co nového na Pětce
- Filmové novinky
- Indian
- Iveta
- Koule
- Maminka
- Miluji Česko
- Na vrcholu
- Na zdraví
- Nevař z vody
- Nic není nemožné
- Rozhovory na konci světa
- S-hitparáda
- Sbal si mě!
- Sen za den
- Sezóna
- Stylife
- Supermáma
- Svět celebrit
- Svět nás baví
- Šoumeni
- Toulky autobusem
- V luftě s Jakubem Kohákem
- Vaše oči
- Volejte k věci (dříve Volejte prezidentovi)
- Zprávy z Pětky